# 돼지 목심

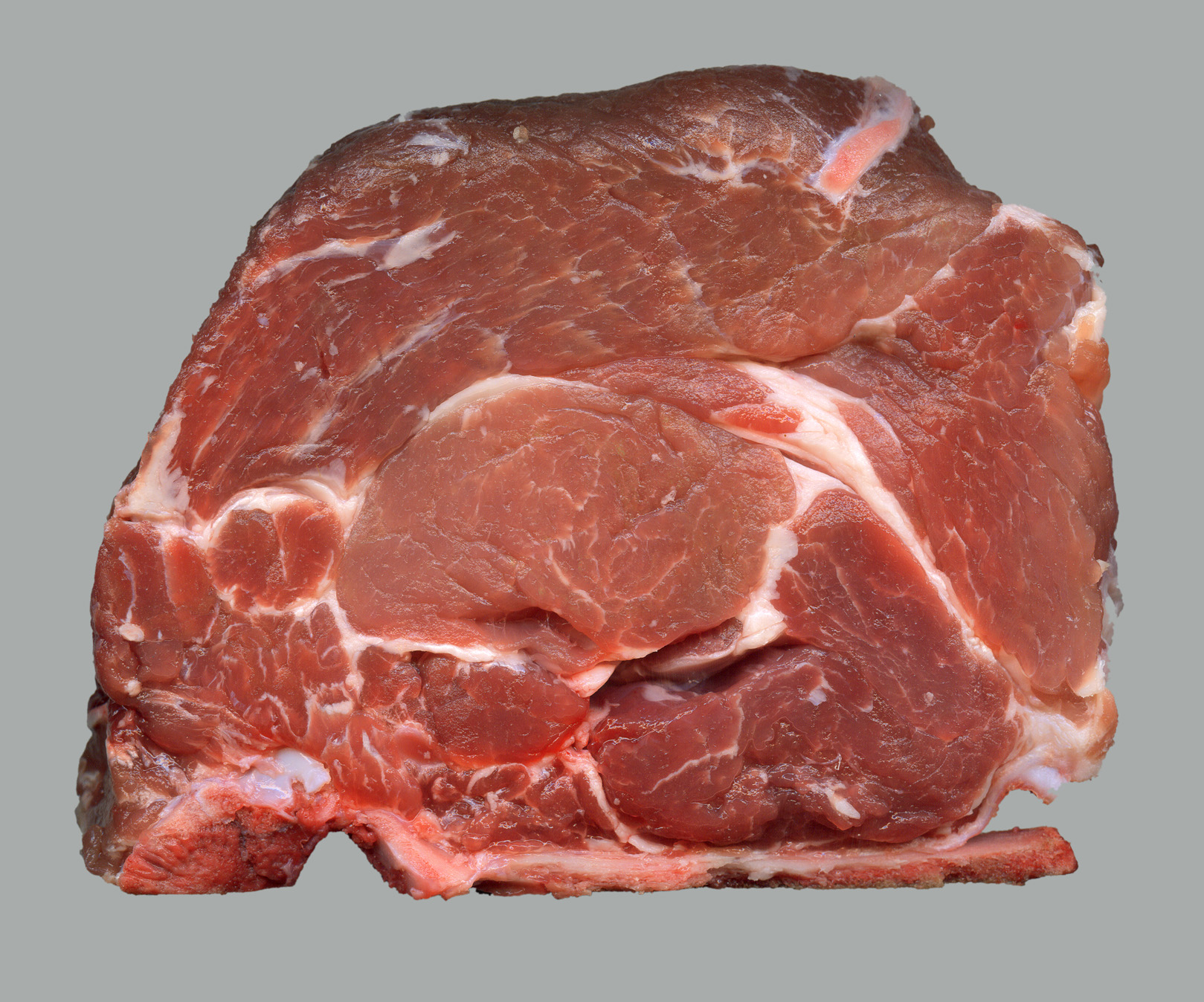
목살

목심은 돼지의 목에 붙어 있는 살이다. 목살, 목삼겹으로도 부른다.

## 갤러리

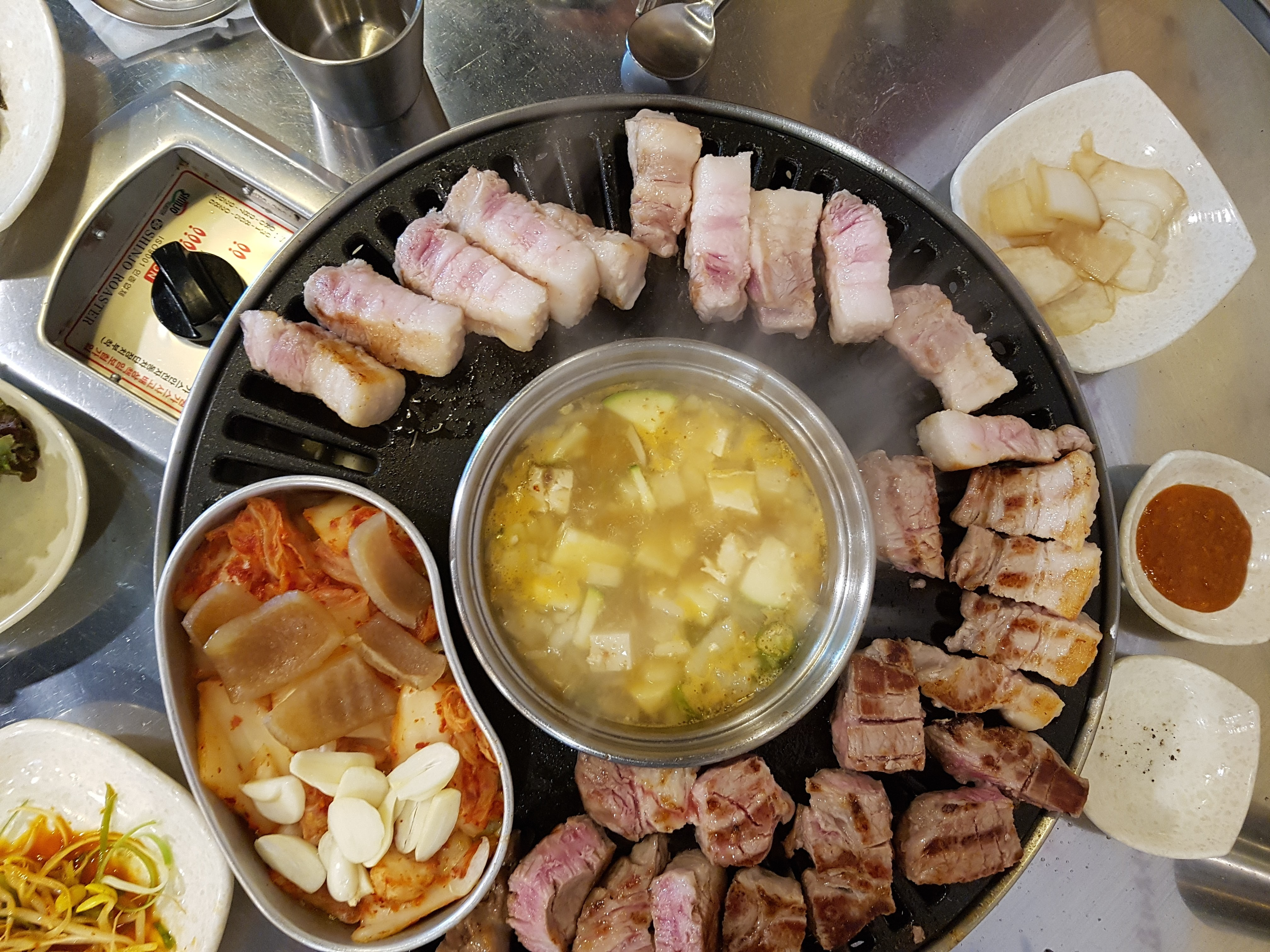
목살 구이

## 같이 보기
- 삼겹살 (부위)